# Opel Speedster
O Speedster é um roadster que foi produzido pela Lotus para a Opel entre 2001 e 2005. Também, carro colocado no Need For Speed Hot Pursuit 2. Fazendo a sua estreia mundial na 70 Geneva International Motor Show 2000, o Opel Speedster é a essência do prazer de condução pura. Alimentado por um novo motor de 2.2 litros ECOTEC de alumínio com 108 kW/145 hp, o peso leve, de dois lugares as corridas de carro esporte 0–100 km / h em menos de seis segundos e estimulante para uma velocidade máxima de 220 km / h. Os entusiastas vão apreciar direcção excepcionalmente sensível a Speedster e de pé firme nas curvas, tornada possível pela configuração meados de motores e chassis desportivo de alumínio com suspensão independente wishbone, duplo em todas as quatro rodas. O estilo limpo, técnico do órgão composto é uma expressão pungente fora das capacidades do Speedster desportivas.
"O Speedster é a conclusão natural de nossa filosofia de criar um carro esportivo puro", diz Dr. Doris Bernhardt, que liderou o projeto na International Opel Speedster do Centro de Desenvolvimento Técnico em Rsselsheim, na Alemanha. "Toda decisão dependia a mesma pergunta: Será que este faça o Speedster uma condução mais dinâmica? Como resultado, a abertura de dois lugares tem um roll-bar mais, ABS, airbag do motorista e tensores dos cintos de segurança como uma questão de curso, mas está aliviado por conveniências como direção hidráulica, ar condicionado, aquecedores de banco ou central de travamento - características que gostaria de acrescentar peso e entrar em conflito com o seu carácter intransigente.
A versão de produção do Speedster apresenta a mesma superfície esticada, arcos de roda muscular e flancos puro como o seu antecessor carro conceito, apresentado com grande sucesso em Genebra, há apenas um ano. Integrado na carroceria do carro, o esculpido, faróis tridimensionais e luzes traseiras são tão marcantes quanto a ingestão de grandes dutos de ar por trás das portas - que fornecem a refrigeração do motor adicional - e os dois dispostos verticalmente os tubos de escape. Director de Design, Hans Vidente, descreve o Speedster como "carro a Opel é a primeira produção para dar vida a linguagem de design orientado tecnicamente demonstrado que a G90 e conceitos Zafira Snowtrekker.
No interior, o Speedster dois lugares confirma o seu carácter intransigente desportivo com um olhar high-tech e sentir. A característica dominante é o chassi de alumínio visível. Instrumentos são reduzidos ao mínimo essencial, com dois mostradores - a contra-revolução e uma velocidade de calibre - e displays LCD, que são ativadas quando necessário. bancos desportivos Sculpted são complementados por um volante de couro, manopla de câmbio de alumínio e um botão de arranque, os quais sublinham a personalidade do Speedster é purista. O interior de couro opcional está disponível em preto, azul, vermelho ou bege.
O teto dobrável do Speedster é fácil de manusear e, arrumadas em uma bolsa especial, se encaixa perfeitamente atrás dos assentos. A cor prateada hard-top está disponível como uma opção. O tronco Speedster, localizado atrás do motor, é maior do que olha de fora, com bastante espaço (206 litros) para duas pessoas? bagagem de semana do jornal.
O Speedster chassis de alumínio colados garantias excepcionalmente elevada rigidez torsional apesar de o carro? s de baixo peso - pré-condição para um controle preciso. estruturas crash Composite garantir dignidade crash ideal em caso de impacto frontal ou lateral. Uma visão integrada de aço roll-over bar oferece proteção adicional. O Speedster? S potente motor e reduzir o seu peso de apenas cerca de 850 kg se combinam para dar a Opel? S novato top-of-the-classe números de desempenho específico de 5,8 kg / cv e 4,2 kg / Nm.
A largura dimensionados de forma compacta, corpo em material compósito (comprimento x altura x: 3.790 x 1711x 1112 milímetros), passeios de suspensão double wishbone. Advanced geometria e ajuste o cumprimento otimiza controle da roda de maximizar a aderência e desempenho de manipulação. capacidades de alta velocidade O Speedster curvas são reforçados pela sua faixa de largura (1450 mm na dianteira, na traseira 1488), seu centro de gravidade baixo e uma direcção precisa. Quatro ventilado, freios a disco de 288 milímetros, prevêem desaceleração excelente. ABS é de série. rodas de 17 polegadas de diâmetro, o Speedster de alumínio (5,5 e 7,5 de largura na frente e traseira, respectivamente) mantêm o design, atingindo cinco raios vista sobre o conceito de 1999 e transportar especialmente desenvolvido pneus Bridgestone Potenza (175/55 na frente, 225/45 R17 na traseira).
Baixo peso combinada com alto desempenho é a essência do powertrain do Speedster, também. Um 2.2 litros, quatro cilindros do motor da nova família ECOTEC de alumínio - que fará sua estreia na Europa no golpe Astra? - Também os poderes do Speedster. O motor é construído em liga de alumínio e pesa apenas 138 kg. Ele produz 108 kW (145 hp) a 5800 rpm com um valor binário máximo de 203 Nm, sendo que 90 por cento desta está disponível em 1.800 rpm. De acordo com o padrão de consumo MVEG o Speedster de combustível é de cerca de oito litros por 100 km e está também em conformidade com a futura norma de emissões Euro IV. A transmissão é o compacto, caixa de velocidades nova, de cinco velocidades com mudança de cabos operados pela primeira vez no Vectra 1999.
Produção do Opel Speedster começará este verão na fábrica de Hethel (perto de Norwich, Inglaterra), da fabricante britânica de carros esportivos, a Lotus. A edição limitada de dois lugares vai na venda esta queda.